# Rainbow Six
Rainbow Six est un roman d'espionnage, doublé d'un techno-thriller, de Tom Clancy, paru en 1998. Il fait partie de la saga Ryan, le personnage de Jack Ryan étant très brièvement mentionné. John Clark, héros de divers autres romans de Clancy, est le personnage principal du roman.

## Résumé
John Clark parvient à mettre sur pied une brigade anti-terroriste de l'Otan (Rainbow, arc-en-ciel, pour son caractère multinational) basée en Grande-Bretagne, sur la base militaire d'Hereford, et qui a comme mission de porter assistance aux forces policières de plusieurs pays lors de cas de prises d'otages ou encore lorsqu'une intervention « musclée » est nécessaire.
Le groupe 2 de Rainbow, sous le commandement de Domingo Chavez, intervient en Suisse, lors d'une prise d'otage à Berne, pour le baptême du feu de Rainbow. L'opération se solde par un succès, malgré un otage tué avant l'arrivée des forces de Rainbow.
La deuxième mission confiée à Rainbow se situe en Autriche, dans le château d'un milliardaire, et elle est confiée au groupe 2 de Chavez, qui passe à l'action la nuit tombée, lui et ses hommes tuant tous les terroristes.
La troisième action de Rainbow se déroule en Espagne, dans un grand parc de loisirs. Devant l'importance des forces terroristes et du terrain à couvrir, les deux groupes se déploient. Malgré la mort d'un otage, la mission est exécutée sans grandes difficultés.
Certaines des prises d'otages ont été organisés sur ordre d'un consortium pharmaceutique dirigé par des écologistes fanatiques dans le  cadre d'un  plan visant à propager un puissant virus par le système de brumisation d'un stade lors des prochains Jeux olympiques, virus qui se propagera (selon leurs estimations) rapidement et réduira l'humanité à quelques rares privilégiés qui disposent du vaccin et qui profiteront de cette apocalypse pour donner une chance à la Terre de se remettre de l'invasion humaine.

## Adaptation dans les jeux vidéo
Le scénario de ce roman a donné lieu à une série de jeux vidéo intitulée Tom Clancy's Rainbow Six ou simplement Rainbow Six.